# Olev Vinn

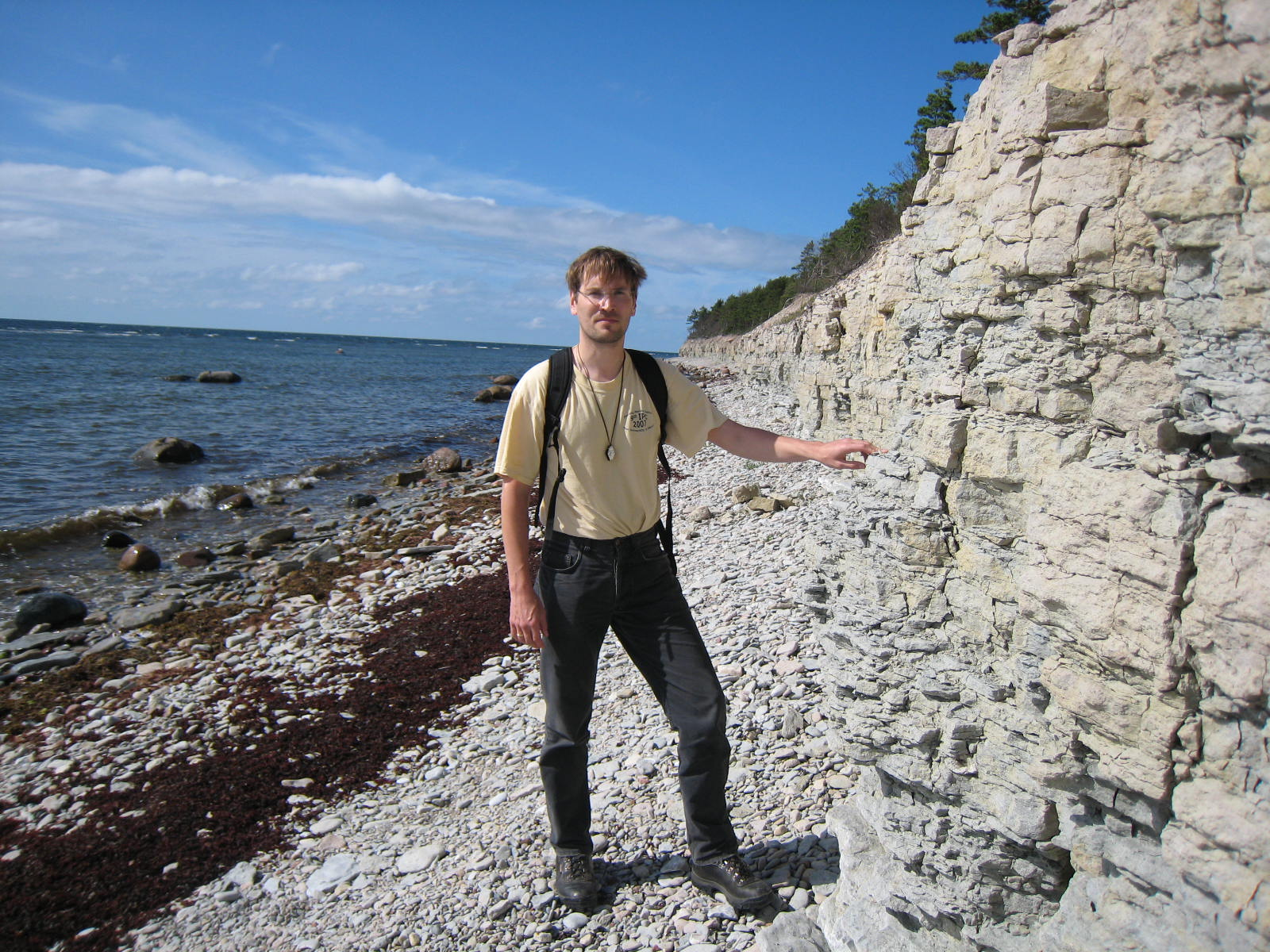
Olev Vinn, 2008

Olev Vinn (* 26. Januar 1971 in Tallinn) ist ein estnischer Paläontologe und Geologe.

## Leben
Vinn hat neue Gattungen und Arten von Brachiopoden, Cornulitiden, Microconchiden und andere Spurenfossilien beschrieben. Er gilt als Spezialist für ausgestorbene tubikolöse Fossilien. Er hat seit dem Jahr 2000 rund 140 wissenschaftliche Artikel und Publikationen veröffentlicht.
Für 2017 wurde ihm der Estnische Staatspreis für Geowissenschaften zugesprochen. Die Microconchida Art Microconchus vinni wurde zu Ehren seiner taxonomischen Forschungen nach ihm benannt.